# فشارسنج گاز

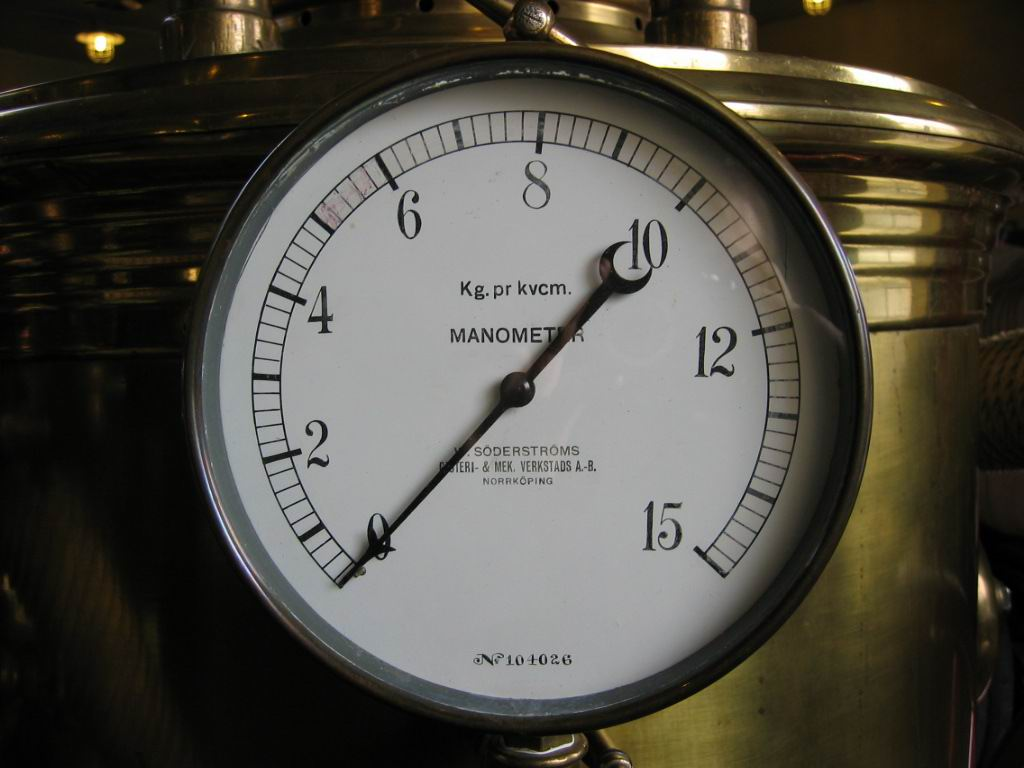
یک فشارسنج گاز بر روی یک دیگ.

هر گاز محبوس در یک ظرف نیز بر دیواره‌های آن ظرف فشار وارد می‌کند. این فشار را به کمک فشارسنجی به نام فشارسنج گاز یا مانومتر اندازه می‌گیرند.
تغییر فشار را می‌توان بر پایهٔ قانون هیدرولیک اندازه گرفت:
{\displaystyle \delta P=\rho _{vl}\cdot g\cdot \Delta h}
در درون فشارسنج مایعی قرار دارد که کار اندازه‌گیری با آن انجام می‌شود. برای تغییرات کم از الکل و برای تغییرات بزرگ‌تر از جیوه استفاده می‌شود.